# Alemão hutterite
Alemão hutterite (Hutterisch) é um dialeto da língua alemã.
É falado no Canadá e nos Estados Unidos.